# کیشی اوتانی
کیشی اوتانی (انگلیسی: Keishi Otani؛ زادهٔ ۱۷ آوریل ۱۹۸۳) بازیکن فوتبال اهل ژاپن است.
از باشگاه‌هایی که در آن بازی کرده‌است می‌توان به باشگاه فوتبال توکیو اشاره کرد.